# المسابقة الدولية للخير
المسابقة الدولية للخير في تركيا هي جائزة دولية تم اطلاقها عام 2015 في الجمهورية التركية باشراف وقف الديانة التركي، وتم اطلاق الدورة الثانية لها عام 2016، حيث يتم تقييم قصص خير حقيقية من كافة انحاء العالم بثمانية لغات منها، التركية والعربية والإنجليزية والألمانية والفرنسية، ثم تصفية تلكاللغات للوصول إلى القصص الفائزة.

## الدورة الأولى 2015
وصلت عدد القصص المشاركة فبيا الدورة الازلى 500 قصة، وحضر أحمد داود اوغلو رئيس الوزراء محمد غورمز رئيس الشؤون الدينية التركية الحفل النهائي وتوزيع الجوائز على الفائزين، وتم استخدام 6 لغات فيها.

## الدورة الثانية 2016
تم قراءة وتقييم 1100 قصة بثمان لغات هي حصيلة بحث في مراكز الأقضية ومكاتبها خارج القطر لها بالإضافة إلى جهود المؤسسات المتعاونة مع وقف الديانة التركي في 135 دولة. وتم بعدها اختيار الفائزين.

## روابط خارجية
- الموقع الرسميل وقف الديانة التركية